# Marina (cantante)
Marina, pseudonimo di Marina Lambrini Diamandis (in greco Μαρίνα Λαμπρινή Διαμάντη?; Brynmawr, 10 ottobre 1985), è una cantautrice, produttrice discografica e poetessa gallese di origini greche.
Il suo precedente nome d'arte, Marina & the Diamonds, è composto dal suo nome di nascita e dalla traduzione in lingua inglese del suo cognome, che in greco significa diamanti.
Dopo aver realizzato due EP, nel febbraio del 2010 ha pubblicato l'album di debutto The Family Jewels, che le è valso il disco d'oro nella madrepatria e in Irlanda. Il 30 aprile 2012 è stato pubblicato il suo secondo album in studio, Electra Heart, che ha raggiunto la vetta delle classifiche irlandesi e britanniche, nonché quella degli album dance ed elettronici statunitense. 
Vocalmente paragonata a Björk, Kate Bush e Regina Spektor, la cantautrice cita tra le sue influenze una vasta gamma di artisti tra cui Britney Spears, Blondie, Patti Smith, Tom Waits, Nirvana, PJ Harvey, Elliott Smith, Madonna, Dolly Parton e molti altri artisti.

## Biografia

### Infanzia ed esordi
Marina Diamandis è nata a Brynmawr, nel sud-est del Galles, da padre greco e madre gallese ed è cresciuta a Pandy, un piccolo borgo della contea del Monmouthshire vicino Abergavenny. Ha frequentato la scuola femminile "Haberdashers' Monmouth School" nella quale, come lei stessa ha dichiarato, scoprì il proprio talento. Quando i suoi genitori si separarono, la Diamandis si trasferì insieme al padre in Grecia all'età di sedici anni, per far ritorno in Galles dopo appena due anni. All'età di diciott'anni si trasferì a Londra e studiò danza per soli due mesi.
Dopo essersi stabilita a Londra, si è iscritta a quattro università senza laurearsi e ha sostenuto alcune audizioni tra cui quella per il musical del Teatro del West End, The Lion King. Nel 2005 ha partecipato ad un'audizione per una boy band reggae tenuta dalla Virgin Records. Con lo scopo di farsi assumere si era travestita da ragazzo per farsi notare dagli organizzatori. Fu ricontattata dall'etichetta discografica una settimana dopo.
Le prime demo delle sue canzoni furono autoprodotte e composte tramite l'applicazione Apple GarageBand. Tramite Gumtree, un sito web di piccoli annunci, trovò una persona disposta a produrre alcune canzoni, per le quali la Diamandis pagò 500 £. Queste vennero incise nel suo EP di debutto intitolato Mermaid vs Sailor, pubblicato il 23 novembre 2007 e venduto attraverso la sua pagina di Myspace. La Diamandis ha stimato che le copie vendute furono circa settanta.
Nel gennaio del 2008 la Diamandis viene scoperta da Derek Davies, un music scout dell'etichetta discografica Neon Gold Records. Successivamente viene notata dalla Warner Music Group che la mette sotto contratto, con la sua etichetta 679 Recordings, nell'ottobre dello stesso anno. Il suo singolo di debutto è stato un doppio lato A, composto da Obsessions e Mowgli's Road, pubblicato il 19 novembre 2008, che è stato seguito dal suo secondo EP intitolato The Crown Jewels EP, pubblicato il 1º giugno 2009, entrambi prodotti dalla Neon Gold Records. Successivamente la Diamandis ha registrato una nuova versione di Mowgli's Road, pubblicata il 16 novembre 2009 dalla 679 Recordings, diventando il primo singolo prodotto con una major.

### 2008–2010: il debutto musicale conThe Family Jewels

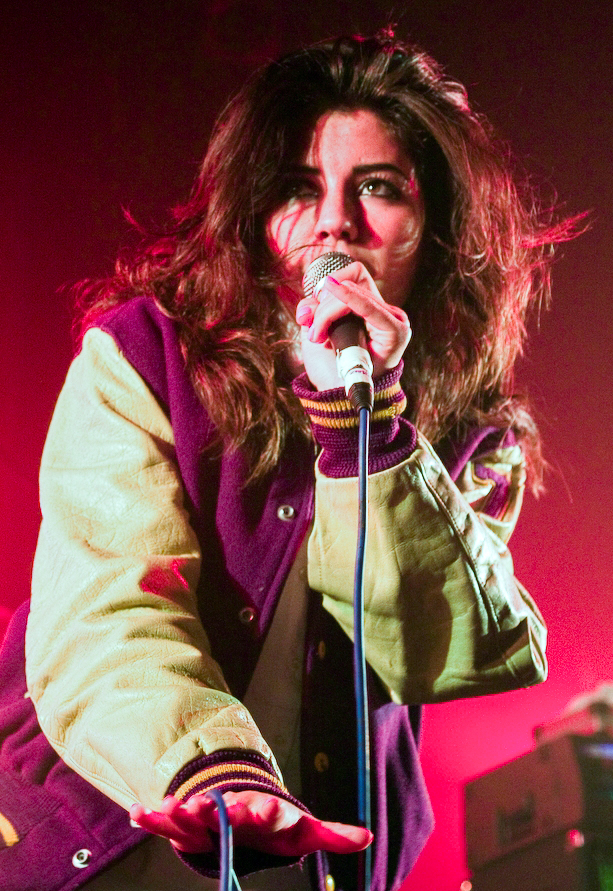
Marina mentre si esibisce nel 2009

Il suo album di debutto dal titolo The Family Jewels è stato pubblicato il 22 febbraio 2010 nel Regno Unito con l'etichetta 679 Recordings, raggiungendo il quinto posto nella Official Albums Chart. Il 25 maggio 2010 è stato anche pubblicato negli Stati Uniti con la Chop Shop Records, etichetta controllata dalla Atlantic Records. Ha ricevuto il 19 febbraio 2010, prima di essere pubblicato, il disco d'argento e il 14 maggio 2010 il disco d'oro dalla BPI (Regno Unito). Oltre a nuove canzoni, l'album include anche Mowgli's Road e I Am Not a Robot già pubblicati in EP precedenti. I singoli estratti da The Family Jewels sono stati Hollywood, il 1º febbraio 2010, I Am Not a Robot, il 26 aprile 2010, e Oh No!, il 2 agosto 2010. Il 27 settembre 2010 viene pubblicato l'ultimo singolo estratto dall'album, Shampain.
Prima dell'uscita di The Family Jewels negli Stati Uniti, la Diamandis ha collaborato con la Chop Shop Records per la pubblicazione del suo terzo EP, The American Jewels, il 23 marzo 2010 esclusivamente per il mercato statunitense.
Oltre ai singoli ufficiali, il 24 aprile 2010, è entrato in classifica il singolo Numb, posizionandosi alla posizione numero 135 della classifica inglese.
La cantante ha promosso il disco con il The Family Jewels Tour, partito il 26 gennaio 2010 e conclusosi il 29 aprile successivo. Il tour ha toccato l'Europa e gli Stati Uniti con 20 concerti. The Family Jewels Tour si suddivide in altri due tour, The Gem Tour e The Burger Queen Tour. Artisti come Clock Opera e Alan Pownall hanno accompagnato la cantante nel suo primo tour. The Gem Tour è iniziato il 12 maggio 2010 ed è finito il 17 settembre 2010. Il tour ha toccato il continente europeo, Canada e Stati Uniti con un totale di 53 esibizioni, delle quali 10 nei festival europei. The Burger Queen Tour è iniziato il 19 ottobre 2010 ed è terminato il 4 dicembre 2011. Il tour ha raggiunto l'Europa, l'Australia e gli Stati Uniti per un totale di 62 esibizioni dal vivo.

### 2011–2013:Electra Hearte il successo internazionale

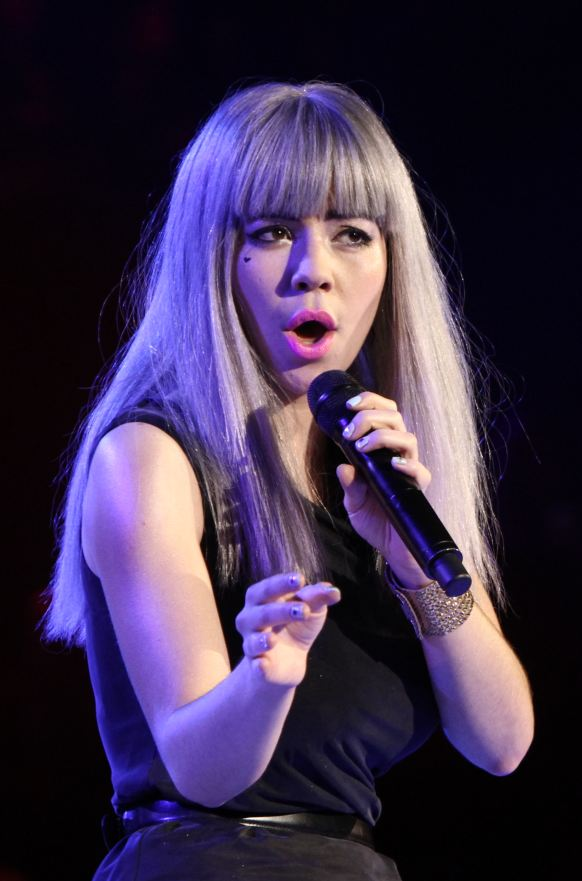
Marina al Michalsky StyleNite.

L'8 agosto 2011, sul suo canale ufficiale YouTube, viene pubblicato il video non ufficiale del singolo Fear and Loathing, che preannuncia il nuovo album in studio della cantante: Electra Heart. La cantante, per il nuovo album, dice di aver preso ispirazione dalla mitologia greca e da alcuni cantanti iconiche come Dolly Parton, Madonna, Britney Spears e personaggi del passato come Maria Antonietta e Marilyn Monroe.
Al riguardo ha detto in un'intervista:
Marina ha inoltre detto che l'album sarà incentrato sulla figura di una ragazza di nome Electra. Il 22 agosto dello stesso anno, Marina diffonde il video del singolo promozionale Radioactive, che esce definitivamente il 3 ottobre 2011 e fa parte della versione Deluxe del nuovo album. Il singolo raggiunge la 25ª posizione in Scozia e nel Regno Unito, mentre arriva al 37º posto in Irlanda. Il 20 novembre è resa disponibile una demo di Starring Role, altro singolo dell'album. La cantante ha annunciato il 9 febbraio 2012 su Twitter che il primo singolo ufficiale (Primadonna) dell'album uscirà il 16 aprile come CD e download digitale (solo negli USA è uscito il 20 marzo come download e in Australia il 6 aprile sempre come download).
Il 20 febbraio 2012, è stato reso disponibile sul sito ufficiale di Marina il nuovo singolo, Homewrecker, disponibile solo in formato download digitale. Esso potrà essere scaricato solo con una password segreta, trovabile nel testo della "canzone" The Archetypes, pubblicata dalla Diamandis il 15 dicembre 2011. Il 30 marzo viene pubblicata la versione acustica. Il primo giorno di marzo, sulla pagina ufficiale Facebook della cantante, viene pubblicata la cover album e la tracklist ufficiale. Viene anche rivelato che la versione deluxe conterrà 4 tracce, Radioactive compresa. Il 9 marzo viene pubblicato un teaser trailer del primo singolo, Primadonna, con un video pubblicato sul canale ufficiale della cantante. Inoltre, il 12 marzo, il singolo verrà lanciato dalle radio britanniche in tutto il Regno Unito. Primadonna esce ufficialmente su YouTube il 12 marzo, accompagnato dal video ufficiale, che riceve in un mese 2 milioni di visualizzazioni. ed entra, prima della data ufficiale di distribuzione, nella classifica slovacca alla posizione 89 e la settimana successiva alla posizione 46 della medesima classifica. La settimana successiva viene pubblicata la versione acustica del singolo, e il 20 marzo la versione remix di Benny Benassi. Viene successivamente resa disponibile anche la versione remix Burns, ma riceve critiche negative. Il 5 aprile viene pubblicata la versione acustica del singolo Lies, con un video annesso. Anche le versioni remix Riva Starr e Evian Christ ricevono critiche negative. Dal 21 aprile è possibile acquistare tramite sito web ufficiale della cantante, Primadonna Acoustic EP, contenente le versioni acustiche di Lies, Primadonna e Homewrecker. Il 23 aprile viene pubblicata una versione acustica anche per il singolo Starring Role.
Electra Heart vende nel Regno Unito dopo 2 settimane 30.000 copie circa, classificandosi alla posizione numero 1 in Scozia, Irlanda e Regno Unito, e alla 30ª posizione in Norvegia. Il secondo singolo estratto dall'album è Power & Control, che esce definitivamente il 9 luglio, esclusivamente per il Regno Unito e l'Irlanda, mentre il video ufficiale viene pubblicato su YouTube il 31 maggio. I due remix ufficiali di Power & Control, (Krystal Klear Remix e Michael Woods Remix) vengono pubblicati in maniera ufficiale su YouTube rispettivamente il 14 giugno e il 22 giugno, ed entrambi ricevono dal pubblico critiche positive, mentre gli altri due remix (Eliphino Remix e Brackles Remix) vengono pubblicati rispettivamente il 2 e il 17 luglio. Il secondo singolo a livello mondiale (terzo per il Regno Unito e l'Irlanda) è How To Be A Heartbreaker, canzone disponibile solo nella versione nord americana di Electra Heart, il cui video dell'audio è stato pubblicato il 9 luglio sul canale ufficiale della Diamandis. In seguito il video viene censurato da alcune emittenti statunitensi perché considerato "omoerotico". Il singolo sarà commercializzato ufficialmente il 15 ottobre. L'uscita del video di How to be a Heartbreaker era prevista per il 24 settembre, ma la casa discografica di Marina, la 679 Artists, ha rimandato l'uscita per via di alcune scene del video in cui Marina, a suo dire, si vedeva "brutta". Il video è stato posticipato al 28 settembre.
Per Natale, Marina ha effettuato una cover del celebre singolo Have Yourself a Merry Little Christmas, il cui video viene pubblicato il giorno di Natale.
L'ottava parte del progetto Electra Heart viene pubblicata il 14 febbraio 2013 con il nome di E.V.O.L. Consiste in una canzone omaggio dedicata a tutti i fan della cantante. Il progetto relativo all'album, terminerà l'8 agosto 2013, secondo un tweet pubblicato dalla cantante stessa. Il 2 marzo la cantante pubblica il video della nona parte del progetto, The State of Dreaming. Il video è stato diretto da Thomas Knight al Baroque Opening - London Club Playboy, lo stesso giorno in cui fu girato il video per Wedding Bells. Successivamente alla decima parte, rappresentata dalla canzone Lies, viene pubblicata l'ultima, Electra Heart, una canzone non presente nel album. Tale parte viene pubblicata sul canale YouTube di Marina l'8 agosto 2013, tuttavia la versione ufficiale (Betatraxx ft. Marina and the Diamonds) viene resa disponibile su SoundCloud solo il 2 maggio 2014 e pubblicata tre giorni dopo su iTunes, insieme ad un remix e alla versione "classica".
Electra Heart ha riscosso sicuramente un maggior successo rispetto al lavoro precedente (The Family Jewels) per quanto riguarda i posizionamenti in classifica e le vendite: citando i più importanti, l'album si posiziona in cima alla classifica scozzese, britannica e irlandese degli album della settimana (vendendo più di 25 000 copie solo in questi paesi) e al secondo posto in quella americana degli album dance-elettronici più venduti, rimanendo in tale classifica per molte settimane, tanto da ottenere per due anni di fila un posizionamento nella classifica di fine anno della medesima classifica (il primo anno alla #24 e il secondo alla #14). L'album debutta alla #31 nella Billboard 200 con un bottino superiore alle 10 000 copie, il che lo rende il miglior debutto negli Stati Uniti della cantante. Tra i migliori debutti, rientrano anche quelli in Australia, Nuova Zelanda, Germania e Svizzera. L'album viene inoltre certificato disco d'argento nel Regno Unito per le 60 000 copie certificate vendute (circa un terzo rispetto alle vendite di The Family Jewels) e disco d'oro in Irlanda per le 7 500 copie certificate vendute. Al contrario, hanno avuto un largo successo i singoli e le tracce dell'album che nel complesso hanno venduto globalmente più di due milioni di copie.
Per sponsorizzare il suo secondo album, la cantante dà il via al suo secondo tour, il The Lonely Hearts Club Tour. Il tour tocca il continente americano e quello europeo, con un totale di 79 tappe, incluse le apparizioni nel Mylo Xyloto Tour dei Coldplay, in cui Marina apre i concerti. Il tutto dura un anno esatto, dal 27 maggio 2012 al 29 maggio 2013, ottenendo sette sold out negli Stati Uniti e ottime critiche.

### 2014–2017:Froot

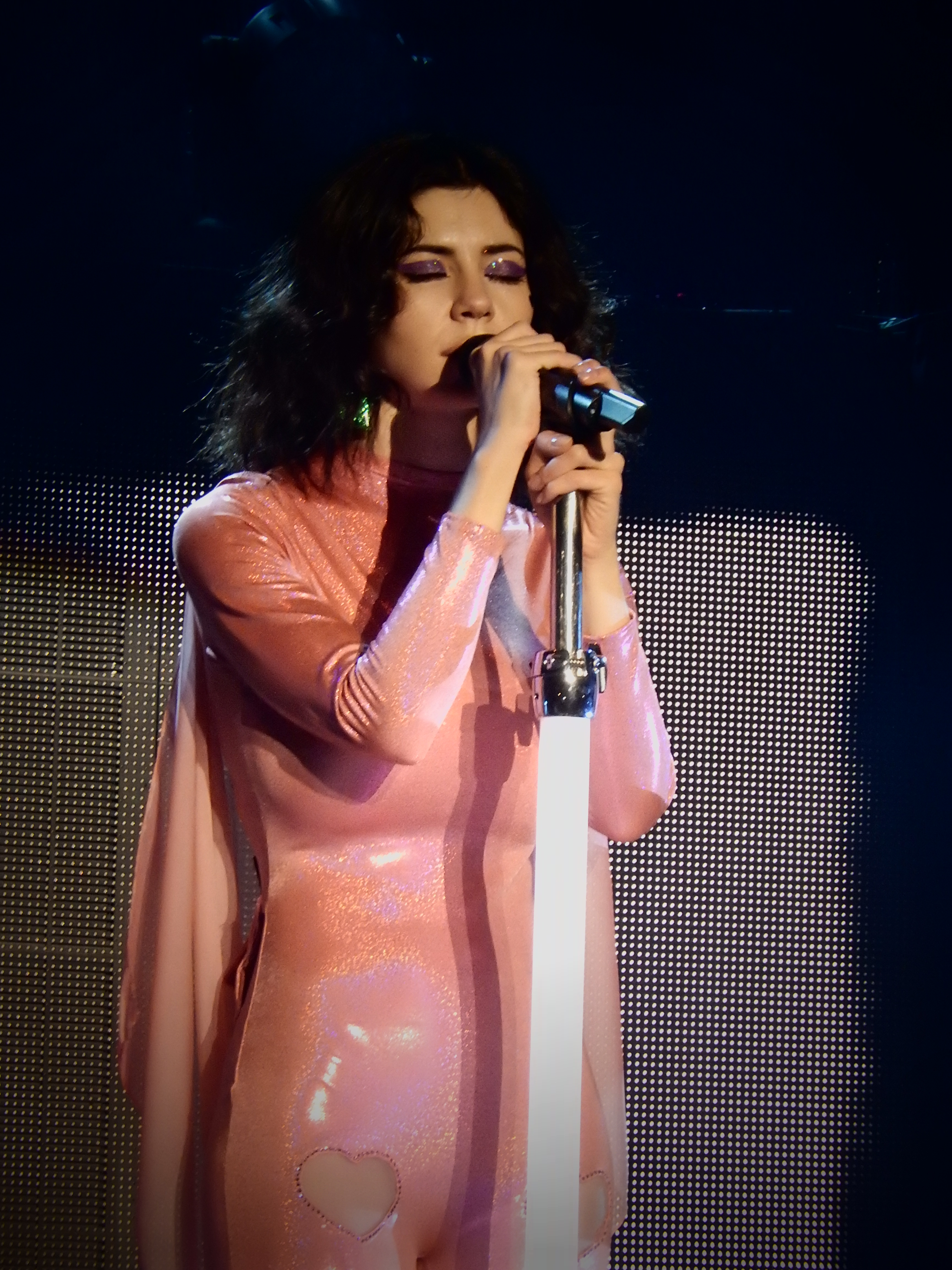
Marina nel 2016 mentre si esibisce al The Roundhouse, a Londra

In un'intervista svoltasi a New York il 21 agosto 2012, Marina ha dichiarato di essere al lavoro per un terzo album in studio, che secondo alcune fonti sarebbe stato completamente diverso da Electra Heart; la stessa Marina ha poi confermato queste voci in un tweet di risposta ad un suo fan. In una seconda intervista tenutasi il 22 febbraio, la cantante ha rivelato di trovarsi a New York per scrivere le canzoni del nuovo album, che vede la collaborazione con il produttore Dan Dare, creatore della canzone Just Desserts, in collaborazione con Charli XCX. Il 31 agosto Marina svela ai suoi fans una piccola parte del nuovo singolo, Froot, il cui video esce ufficialmente il 10 ottobre. Il brano, che anticipa l'album omonimo, è stata scritta interamente dalla Diamandis, curandone anche il sound insieme al produttore David Kosten. Froot si allontana di gran lunga dagli schemi musicali della precedente era musicale, riavvicinandosi invece a quelli del primo album The Family Jewels, più synthpop e new wave, con note di alternative pop e intelligent dance music. La canzone entra direttamente alla numero uno nella US Billboard Trending 140, unico posizionamento per il singolo: è infatti la prima traccia, a partire da Hollywood, a non entrare neanche nell'airplay britannico. Froot rappresenta una svolta per la cantante, che si occupa di tematiche totalmente estranee al precedente album, allontanandosi dai classici testi pop e concentrandosi al meglio sugli stati d'animo e le sofferenze delle persone; tutte le canzoni, inoltre, sono state scritte dalla sola Marina. Il singolo che segue Froot è Happy, una ballata pop che parla della felicità finalmente trovata dalla cantante. La canzone esce ufficialmente il 12 dicembre, mentre il 18 dicembre viene caricata la versione acustica. Il 31 dicembre, un giorno in anticipo rispetto alla data di distribuzione prevista, la cantante pubblica su YouTube il video del terzo singolo, Immortal. La canzone, apprezzata quasi subito dai fan e dalla critica, tratta temi esistenziali. Il 27 gennaio viene mandata in onda I'm a Ruin dalla BBC Radio 1, ed è quindi la prima canzone della nuova era ad essere presentata e inviata alle radio nazionali; lo stesso giorno viene pubblicato l'audio ufficiale su YouTube (il relativo video esce il 2 febbraio, insieme al download digitale). Il 2 marzo la cantante pubblica sul profilo YouTube l'audio del quinto singolo, Forget, disponibile su iTunes già l'indomani. Questo, insieme a Gold, l'ultima traccia in programma per il download, ha avuto pochi download. L'ultimo singolo ad essere stato pubblicato, precisamente il 13 luglio, accompagnato da un video musicale, è stato Blue che, come i precedenti singoli, non ha avuto nessun piazzamento in alcuna classifica. Il 5 gennaio 2016 spunta in rete una cover di True Colors, singolo di Cyndi Lauper estratto dall'omonimo album. La cover doveva essere inserita all'interno dell'album come ulteriore traccia, ma fu tuttavia scartata poco prima della pubblicazione.
Dopo la pubblicazione dell'album, Froot debutta all'ottava posizione della Billboard 200 (diventando così la prima top 10 della cantante negli Stati Uniti) e alla 4 nella Billboard Digital Albums, con un bottino iniziale di circa 46 000 unità. Fino a d'ora, questo è il miglior risultato ottenuto dalla Diamandis nel Paese. Nella seconda settimana, l'album crolla dalla posizione 8 alla 96, vendendo altre 7 000 copie. Ulteriore calo di vendite rispetto ai primi due album lo si registra nel Regno Unito, dove debutta alla decima posizione vendendo poco più di 10.000 copie nei primi giorni dopo la pubblicazione. Un ottimo risultato è stato invece registrato in Canada, dove Froot ottiene complessivamente 6.000 copie vendute, collocandosi alla 6ª posizione della classifica canadese degli album più comprati della settimana. Froot è il primo lavoro a portare la cantante nella classifica italiana FIMI, dove esordisce alla posizione 68, rimanendovi tuttavia una sola settimana.
Nonostante il fallimento commerciale dei singoli e le vendite al di sotto delle aspettative, l'album ottiene ottime recensioni musicali, con una valutazione generica di 75/100 da Metacritic. La maggior parte delle critiche calca il fatto che il pop della cantante sia cambiato, diventando più introspettivo ed esistenziale, intrigante ed affascinante, con variazioni di genere che si trovano in ogni canzone (dall'elettropop al rock all'indie).
Nel mese di marzo 2015, al Coachella, Marina si esibì insieme al gruppo britannico dei Clean Bandit con il brano Disconnect, che viene pubblicato come singolo ufficiale solamente il 23 giugno 2017 e promosso per la prima volta (dopo il 2015) lo stesso giorno al Glastonbury Festival.
In una domanda posta da una fan su Twitter, la cantante ha risposto che il terzo tour, inerente all'album Froot, toccherà tutto il mondo. È quindi il primo tour mondiale di Marina, che visiterà per la prima volta l'America Latina e l'Asia. Il 17 novembre Lollapalooza annuncia sul proprio sito web che la cantante si sarebbe esibita per la prima volta in tutta la sua carriera artistica all'Autodromo de Interlagos in Brasile, il 28 e il 29 marzo 2015, concerto annullato per un guasto aereo, annunciato dalla stessa cantante tramite Twitter. Tra il 5 e il 7 giugno 2015, si è esibita invece al The Governors Ball a New York, insieme ad artisti come Lana del Rey e i Florence + The Machine. Un'altra esibizione è stata prevista tra il 17 e il 22 marzo 2015 all'SXSW Music, svoltosi ad Austin in Texas. Il 14 agosto si è esibita allo Sziget Festival, il più importante festival di Europa, dove si sono esibiti anche Ellie Goulding, Avicii, Martin Garrix e altri cantanti molto noti.
Il Neon Nature Tour, che accompagnerà la stessa Diamandis per la promozione di Froot, è iniziato il 12 ottobre 2015 e si è concluso il 12 marzo 2016.

### 2019:Love + Fear

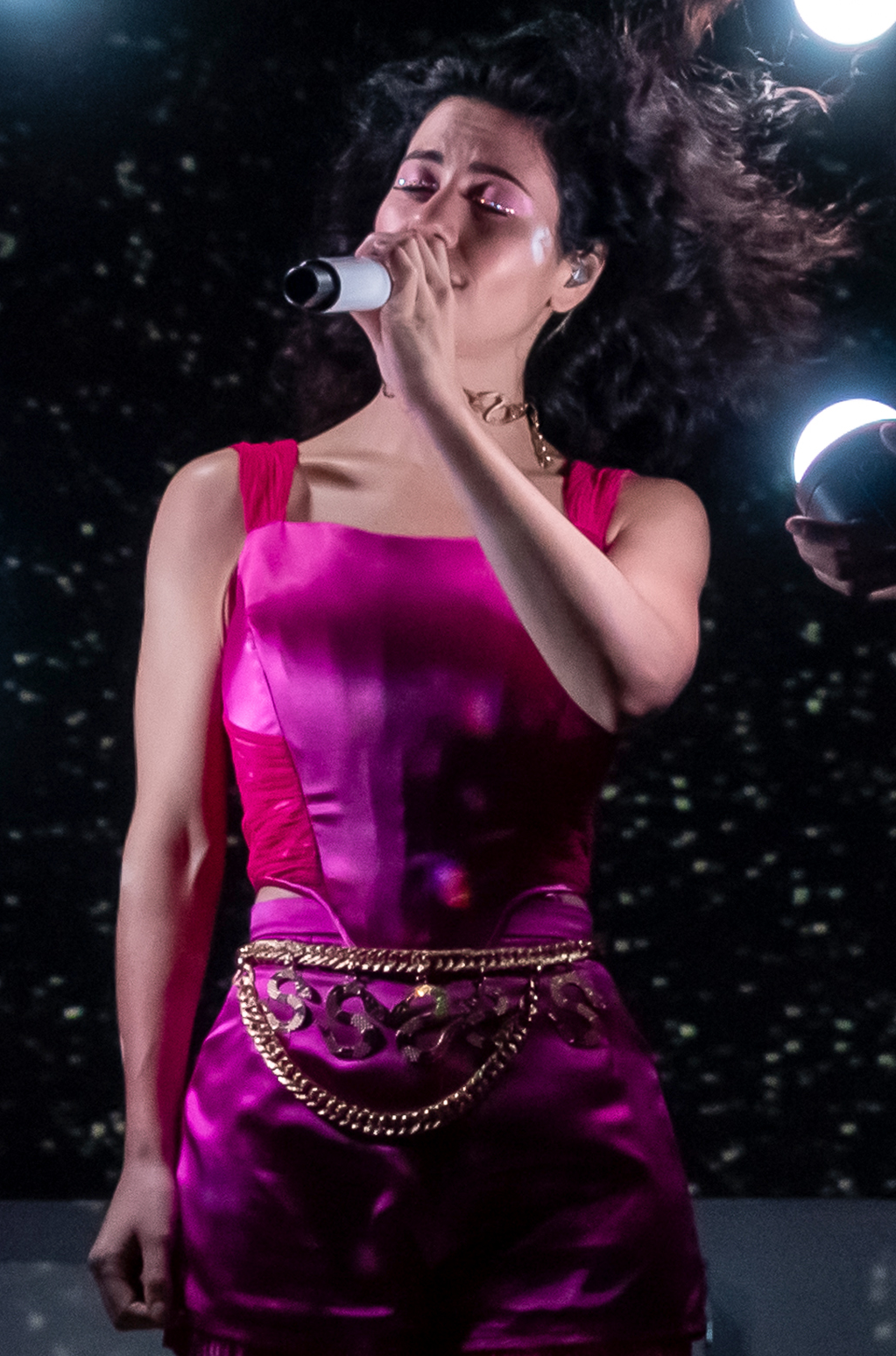
Marina nel 2019 a Los Angeles

Tramite un messaggio pubblicato sul suo profilo Twitter, Marina annuncia che il quarto album in studio è in fase di completamento, con un ritorno sulle scene musicali previsto per l'autunno 2018 ed un'esibizione live il 29 settembre al centro d'arte Knockdown Center di New York in occasione dell'evento Neon Gold X. In questa occasione esegue per la prima volta un brano inedito intitolato Emotional Machine, in seguito incluso nel quarto album in studio.
Nel corso del 2018 Diamandis annuncia tramite Twitter il cambio del suo nome d'arte in Marina, eliminando quindi and the Diamonds. Nel frattempo, il 2 novembre dello stesso anno viene pubblicato il singolo Baby, frutto di una nuova collaborazione tra Marina e i Clean Bandit, al quale partecipa anche il cantante portoricano Luis Fonsi.
L'8 febbraio 2019, Marina ha rilasciato il singolo Handmade Heaven, che anticipa il nuovo album Love + Fear. Il 1º marzo 2019 pubblica il secondo estratto, Superstar. Il 21 marzo Marina pubblica il terzo estratto Orange Trees. Il 4 aprile Marina rilascia Love, la prima parte dell'album, mentre il 26 aprile pubblica l'album completo.
Per promuovere l'album, la cantante ha intrapreso un tour in Nord America ed Europa: il Love + Fear Tour. Il tour si divide in due parti: la prima parte è costituita da una serie di spettacoli nel Regno Unito da aprile a maggio 2019 e numerose partecipazioni a differenti festival mondiali durante tutta l'estate; la seconda parte comincia il 10 settembre 2019 con una tappa canadese, seguita da numerose tappe nel Nord America e in Canada. Il 28 ottobre il tour si sposta in Europa, dove il 14 novembre raggiunge anche Milano, per terminare il 18 novembre 2019 a Madrid.

### 2020–2021:Ancient Dreams in a Modern Land

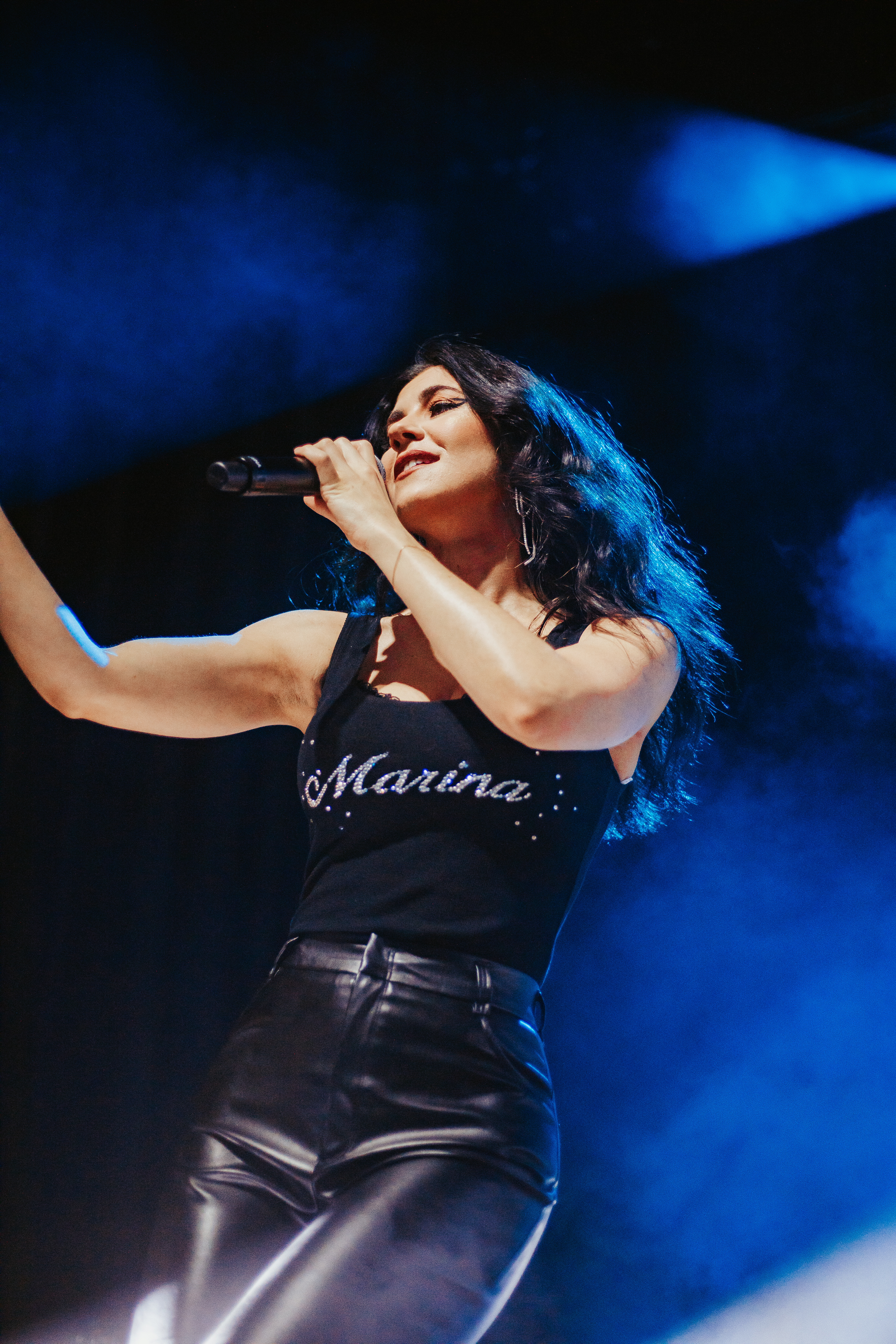
Marina nel 2022 a Nashville

Il 19 novembre 2020 ha pubblicato il singolo di stampo femminista Man's World in qualità di primo singolo estratto dal suo quinto album in studio. Nel 2021 pubblica vari remix ufficiali del brano, tra cui uno in cui duetta con Pabllo Vittar. Il 14 aprile 2021 pubblica il secondo singolo estratto (Purge the Poison), mentre il 19 maggio pubblica il terzo (Ancient Dreams in a Modern Land) e il 9 giugno il quarto (Venus Fly Trap). L'11 giugno 2021 pubblica il suo quinto album in studio Ancient Dreams in a Modern Land, omonimo del terzo singolo.

### 2024:Eat the World: A Collection of Poems
Diamandis ha raccontato in un'intervista a Rolling Stone di aver iniziato a scrivere poesie dopo un'esperienza con i funghi allucinogeni. La raccolta di poesie Eat the World (il cui titolo completo è Eat the World: A Collection of Poems), pubblicata il 29 ottobre 2024 e edita da Penguin Life, tratta temi personali come le difficoltà delle app di incontri, la depressione, i traumi adolescenziali e la solitudine, con la speranza che possa essere di conforto a chi affronta situazioni simili. 
Diamandis ha citato Dorothy Parker come una delle sue prime influenze letterarie, apprezzandone il sarcasmo pungente. Successivamente, ha letto intensamente Eve Babitz e ha trovato ispirazione nella poetessa Rupi Kaur, che ha visto esibirsi dal vivo. Quando le è stato chiesto come distingua tra una canzone e una poesia, la cantante ha risposto che lo capisce ancora prima di scrivere: le poesie provengono da una parte diversa della sua mente rispetto alla musica.
Il primo estratto di Eat The World è stato pubblicato sui social il 31 gennaio 2023, seguito dal poema completo il giorno successivo su Tumblr. Nei mesi successivi, Marina ha condiviso altri versi, tra cui The Sparkling Clam, Pain Eraser, Aspartame e Proof of Time. Ha anche coinvolto i fan, chiedendo tramite sondaggio su Instagram quale tema preferissero per una nuova poesia, rilasciandone poi diversi tra luglio e ottobre 2024.
Diamandis ha curato il design del libro insieme alla grafica Dominique Falcone, ispirandosi a fotografie vintage e alla poesia visiva. Ha menzionato l'artista Ardengo Soffici come riferimento e ha scelto colori forti come il rosa acceso e l’arancione per rappresentare il caos e la vitalità del periodo della sua vita descritto nel libro. Il libro contiene 39 poesie, inclusa un'introduzione, e segue un ordine cronologico basato sugli alti e bassi della sua vita. L'ultima poesia, Eat The World, rappresenta una sorta di conclusione di un capitolo che va dalla sua adolescenza ai 35 anni. Diamandis ha pubblicato anche le sue letture di alcune poesie, accompagnate da video con rappresentazioni visive e audio.

### 2025-:Princess of Power
Nel mese di luglio del 2024 Diamandis ha rivelato di aver lavorato alla scrittura del suo sesto album per circa sei mesi. Il co-autore e co-produttore dell'album è CJ Baran, che ha collaborato con diversi artisti, tra cui Melanie Martinez, Carly Rae Jepsen, Panic! at the Disco e Nessa Barrett.
Il 31 gennaio 2025 il team ufficiale della cantante ha condiviso delle coordinate di Los Angeles che conducevano a un codice QR. Scansionandolo, i fan venivano indirizzati a una nuova posizione, dove ricevevano una cartolina autografata con la data 21/02/25, una pagina da colorare e dei bruchi vivi con una serie di istruzioni per la cura. La data indicata nella cartolina è quella della pubblicazione del primo singolo ufficiale del sesto album, che è anche il primo come artista indipendente.
Il 21 febbraio 2025 viene pubblicato Butterfly, primo singolo estratto, accompagnato da un video diretto da Aerin Moreno, nota per il suo lavoro con Tate McRae. A soli sette giorni dall'uscita, il videoclip ha superato 1,7 milioni di visualizzazioni su YouTube, mentre il brano ha totalizzato oltre 3 milioni di streaming su Spotify, segnando il miglior debutto di sempre per Diamandis. Il 21 marzo 2025 esce il secondo singolo, Cupid's Girl, seguito il 10 aprile dal terzo brano, Cuntissimo. In concomitanza con quest'ultima uscita, Diamandis annuncia il suo sesto album in studio, Princess of Power, previsto per il 6 giugno 2025.
L'11 aprile la cantante si esibisce al Coachella, dove, oltre a interpretare successi come Primadonna e How to Be a Heartbreaker, presenta anche i tre singoli del nuovo disco. Lo stesso giorno viene inoltre pubblicato il videoclip di Cuntissimo, diretto da Olivia De Camps, con la direzione creativa di Bethany Vargas, già co-regista del video di Abracadabra di Lady Gaga. Il video dell'esibizione dal vivo di Cuntissimo è stato caricato sul canale YouTube di Coachella ed è, a distanza di due settimane dalla pubblicazione, tra i video più visualizzati del canale, con oltre 1,5 milioni di visualizzazioni.

## Discografia

### Album in studio
- 2010 – The Family Jewels
- 2012 – Electra Heart
- 2015 – Froot
- 2019 – Love + Fear
- 2021 – Ancient Dreams in a Modern Land
- 2025 – Princess of Power

## Opere
- 2024 – Eat the World: A Collection of Poems (poesie)

## Tournée
- 2010-2011 – The Family Jewels Tour
- 2012-2013 – The Lonely Hearts Club Tour
- 2015-2016 – Neon Nature Tour
- 2019 – Love + Fear Tour
- 2022 – Ancient Dreams in a Modern Land Tour

Artista d'apertura
- 2011 – California Dreams Tour (Katy Perry)
- 2011-2012 – Mylo Xyloto Tour (Coldplay)
- 2022-2023 – Viva Las Vengeance Tour (Panic! at the Disco)

## Riconoscimenti
| Anno | Organizzazione                              | Nomination                                   | Premio                          | Risultato        |
| ---- | ------------------------------------------- | -------------------------------------------- | ------------------------------- | ---------------- |
| 2010 | BBC Sound                                   | Marina and the Diamonds                      | Sound of 2010                   | 2ª classificata  |
| 2010 | BRIT Awards                                 | Marina and the Diamonds                      | Critics' Choice                 | Candidata        |
| 2010 | SHREDnews                                   | Marina and the Diamonds                      | Ten Artists To Watch in 2010    | 5ª classificata  |
| 2010 | The 2010 Popjustice Twenty Quid Music Prize | I Am Not a Robot                             | Shortlist                       | 7ª classificata  |
| 2010 | NME Awards 2010                             | Marina and the Diamonds                      | Hottest Woman                   | Candidata        |
| 2010 | BT Digital Music Awards                     | Marina and the Diamonds                      | Breakthrough Artist of the Year | Candidata        |
| 2010 | MTV Europe Music Awards                     | Marina and the Diamonds                      | Best UK & Irish Act             | Vincitrice       |
| 2010 | MTV Europe Music Awards                     | Marina and the Diamonds                      | Best European Act               | Candidata        |
| 2010 | UK Festival Awards                          | Marina and the Diamonds                      | Best Breakthrough Act           | Candidata        |
| 2010 | 4Music Video Honours                        | Marina and the Diamonds                      | Hottest Girl of 2010            | 8ª classificata  |
| 2010 | 4Music Video Honours                        | Marina and the Diamonds                      | Box Biggest Breakthrough        | 10ª classificata |
| 2010 | 4Music Video Honours                        | Hollywood                                    | Best Video of 2010              | Candidata        |
| 2010 | Billboard Japan                             | Mowgli's Road                                | Japan Hot 100 (5 weeks)         | Peak: #24        |
| 2010 | Virgin Media Music Awards                   | Marina and the Diamonds                      | Best Newcomer                   | Vincitrice       |
| 2011 | Glamour Women of the Year Awards            | Marina and the Diamonds                      | Best Band                       | Candidata        |
| 2012 | NME Awards 2012                             | Marina and the Diamonds                      | Hottest Female                  | Candidata        |
| 2012 | The 2012 Popjustice Twenty Quid Music Prize | Power & Control                              | Shortlist                       | 2ª classificata  |
| 2012 | Attitude Magazine Award                     | Marina and the Diamonds                      | Best Music Award                | Vincitrice       |
| 2012 | 4Music Video Honours                        | Primadonna                                   | Miglior video del 2012          | Candidata        |
| 2013 | PopCrush Battle of the Brits                | Marina and the Diamonds                      | Miglior cantante/cantautrice    | Vincitrice       |
| 2013 | PopCrush Battle of the Brits                | Marina and the Diamonds                      | Miglior artista britannico      | Vincitrice       |
| 2014 | TM Top Music                                | Marina and the Diamonds                      | Best Voice                      | Candidata        |
| 2014 | Wales Online                                | Marina and the Diamonds                      | Sexiest Woman in Wales          | 12ª classificata |
| 2015 | Idolator                                    | Froot                                        | Miglior album dell'inverno 2015 | Vincitrice       |
| 2015 | PopCrush                                    | Froot                                        | Miglior album del 2015          | Vincitrice       |
| 2015 | PopCrush                                    | Froot                                        | Fan Choice Awards: Best Album   | Vincitrice       |
| 2015 | Fuse                                        | Froot                                        | Best Album of the year          | 3ª classificata  |
| 2015 | MTV IGGY                                    | Froot                                        | Uno dei migliori album del 2015 | Vincitrice       |
| 2015 | Pop Justice                                 | Froot                                        | The Top 33 Albums of 2015       | 2ª classificata  |
| 2015 | Billboard                                   | Froot                                        | 25 Best Album Covers of 2015    | 22ª classificata |
| 2015 | Pop Crush                                   | Froot                                        | Album dell'anno                 | Vincitrice       |
| 2016 | Gay Music Chart Awards                      | True Colors (Cover)                          | Best Cover                      | Vincitrice       |
| 2019 | Pop Justice                                 | Baby (Clean Bandit feat. Marina, Luis Fonsi) | Best British Pop Single         | Candidata        |
| 2020 | People's Choice Awards                      | About Love                                   | Soundtrack Song of 2020         | Candidata        |